# Zhu Jianhua
Zhu Jianhua (em chinês tradicional: 朱建华; em chinês simplificado: 朱建華; pinyin: Zhū Jiànhuá; Xangai, 29 de maio de 1963) é um antigo atleta chinês, que foi recordista mundial de salto em altura. Em 1984, nos Jogos Olímpicos de Los Angeles, tornou-se o primeiro atleta masculino da República Popular da China a ganhar uma medalha olímpica.